# 江会路

江会路是中国广东省江门市的一条市政道路，位于蓬江区西南部、新会区东北部，东北、西南走向，全长1900米，为江门主城区来往五邑及阳江的主干道。

## 历史
江会路原名冈州公路。1924年新会县于会城西河口辟冈州埠，并将疏浚会城与江门水路时所挖河泥筑路，因其地理位置得名江会公路。